# 芳根京子

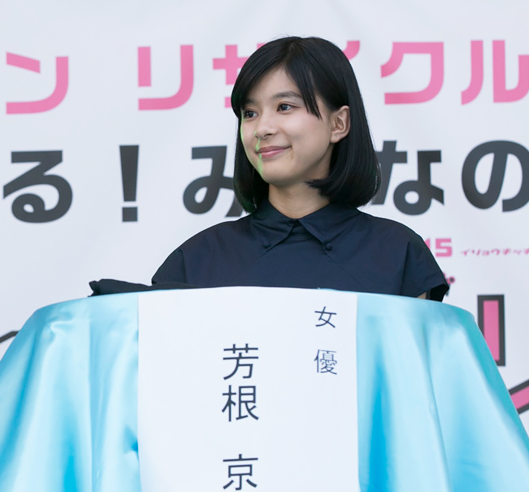
環境省エコジン 2017年6・7月号 ECO LIVE FAIR 2017

芳根 京子（よしね きょうこ、1997年〈平成9年〉2月28日 - ）は、日本の女優。
東京都出身。ジャパン・ミュージックエンターテインメント所属。

## 来歴
中学2年生でギラン・バレー症候群を発症。1年ほど学校に通うことにも難儀したがその後克服する。
都立高校1年生のとき、友達に誘われて行ったライブ会場でスカウトされ芸能界入り。
2013年にフジテレビ系ドラマ『ラスト♡シンデレラ』で女優デビュー。このドラマで主演を務めた篠原涼子（事務所の先輩にあたる）を憧れの人として挙げている。
2014年、福島・東京で行われたオーディションで選ばれ、映画『物置のピアノ』で映画初出演にして初主演。同年、NHK朝の連続テレビ小説『花子とアン』で朝ドラデビューする。花子の親友である蓮子（仲間由紀恵）の娘役を演じた。
2015年、本広克行監督による青春映画『幕が上がる』に出演。同年には、キャストオーディションで1,000人以上の参加者の中から選ばれ、TBS系ドラマ『表参道高校合唱部!』の香川真琴役でドラマ初主演を務めた。
2016年度の後期のNHK連続テレビ小説『べっぴんさん』ではヒロインとして出演。
2018年の月9ドラマ『海月姫』において、朝ドラ終了後初主演。
2018年公開映画で、土屋太鳳とダブル主演を務めた『累 -かさね-』と、『散り椿』での演技が評価され、第42回日本アカデミー賞の新人俳優賞を受賞。

## 人物

### 名前
京子の由来は、「東京で生まれたから」。「私が生まれたとき、父は仕事で海外を行き来して東京を離れることも多い時期で、母は北海道出身で東京に憧れを持っていた。二人それぞれの想いがあって、東京で生まれたことを主張したかったらしいです。」と雑誌のインタビューで明かしている。

### 趣味
料理、お菓子作り、犬の散歩。料理を好きになったきっかけの一つはかっぱ橋に結びついている。
休日の過ごし方は、フェレット、犬や猫と過ごしたり、友人とオンラインゲームをしている。

### 特技
ピアノ、フルート。小学校に吹奏楽部で担当していたフルートだが、中学入学後に経験者としてスカウトされ吹奏楽部に所属した。

### 嗜好
2歳頃から大のトマト好きで、1人で1キロ分を一気に平らげたこともある。自身の母親からは「（あなたの）体の8割はトマトでできていると言っても過言ではない」と言われている。高校時代は弁当を2、3個持参し、そのうち1つはプチトマトが8個だけ入ったもので、もう1つにも通常のトマトが入っていた。最も好きな品種は『ラブリーさくら』で、北海道の知人から毎年取り寄せている。
ももいろクローバーZファンのモノノフで、ライブにも参加している。

### 交友関係
ももいろクローバーZの玉井詩織は『幕が上がる』の映画と舞台での共演をきっかけに親交を深め、家族ぐるみで付き合う親友。同作品で共演した伊藤沙莉とも親交がある。
『オールドルーキー』で共演したことがきっかけで生田絵梨花(元乃木坂46)、岡崎紗絵と仲良くなり、生田を「いくちゃま」、岡崎を「おさえ」と呼んでいる。
同じ事務所で後輩の秋元真夏(元乃木坂46)とは、『それってパクリじゃないですか?』で共演。ドラマ撮影時のエピソードでは人見知りな秋元の緊張を解いている。

### 家族
父、母（北海道出身）、兄、祖母がいる。
母方の祖父が北海道の倶知安町に住んでいた。

### SNS
公式ブログ「芳根京子のキョウコノゴロ」は、BLOG of the year 2016・オフィシャル部門で優秀賞を受賞するなど高く評価されていたが、2021年5月30日、区切りをつけて非公開という形になることを明らかにした。

### 女優業
「オーディション荒らし」の異名を取ると報じられるが、本人は強く否定している。『べっぴんさん』で朝ドラヒロインの座を射止める前までは、オーディションを受けても受からないことが多く、朝ドラのヒロインに決まった後も落選したオーディションがあったことを語っている。なお、「オーディション荒らし」報道の翌日に受けた『とと姉ちゃん』のオーディションは一次で落ちている。
自己PR欄にも「オーディションが嫌いなので、オーディションを受けなくても仕事ができるようになりたい」と書いていた。

## 出演
- 主演は役名を太字で示す。

### 映画
- 物置のピアノ（2014年8月23日、アルファテックス） - 宮本春香 役[注 3][35][36]
- 幕が上がる（2015年2月28日、ティ・ジョイ） - 袴田葵（演劇部の1年生） 役
- 向日葵の丘・1983年夏（2015年8月22日、IPSエンタテインメント） - 多香子（常盤貴子が演ずる主人公の青年期） 役
- 先輩と彼女（2015年10月17日、東映） - ヒロイン・都筑りか 役[37]
- 64 -ロクヨン- 前編・後編（2016年5月7日・6月11日、東宝） - 三上あゆみ 役
- 心が叫びたがってるんだ。（2017年7月22日、アニプレックス） - ヒロイン・成瀬順 役[38]
- わさび （2017年8月26日、「映画監督外山文治短編作品集」と題し、短編「春なれや」「此の岸のこと」とあわせて劇場公開） - 山野葵 役[39][40]
- 累 -かさね-（2018年9月7日、東宝） - 淵累 / 丹沢ニナ 役（土屋太鳳とのW主演）[41]
- 散り椿（2018年9月28日、東宝） - 篠原美鈴 役[42]
- 居眠り磐音（2019年5月17日、松竹） - ヒロイン・小林奈緒 役（木村文乃とのWヒロイン）[43]
- 今日も嫌がらせ弁当（2019年6月28日、ショウゲート） - 持丸双葉 役[44]
- 記憶屋 あなたを忘れない（2020年1月17日、松竹） - ヒロイン・河合真希 役[45]
- ファーストラヴ（2021年2月11日、KADOKAWA） - 聖山環菜 役[46]
- Arc アーク（2021年6月25日、ワーナー・ブラザース映画） - リナ 役[47]
- 峠 最後のサムライ（2022年6月17日[注 4]、松竹 / アスミック・エース） - むつ 役[48]
- カラオケ行こ!（2024年1月12日、KADOKAWA） - 森本もも 役[52][53]
- 雪の花 -ともに在りて-（2025年1月24日、松竹） - 笠原千穂 役[54]
- 君の顔では泣けない（2025年11月14日公開予定、ハピネットファントム・スタジオ） - 坂平陸 役[55][56][57]

### テレビドラマ
- ラスト♡シンデレラ（2013年4月11日 - 6月20日、フジテレビ） - 武内咲 役[注 5][58]
- リーガル・ハイ スペシャル（2013年4月13日、フジテレビ）
- 仮面ティーチャー（2013年7月6日 - 9月28日、日本テレビ） - 小松七海 役
- ハクバノ王子サマ 純愛適齢期（2013年10月3日 - 12月26日、読売テレビ） - 北凉子 役
- 連続テレビ小説（NHK総合）
  - 花子とアン 第22週 - 第26週（2014年8月25日 - 9月27日） - 宮本富士子 役[59][60]
  - べっぴんさん（2016年10月3日 - 2017年4月1日） - 坂東すみれ 役[9]
- 探偵の探偵（2015年7月9日 - 9月17日、フジテレビ） - 紗崎咲良 役
- 表参道高校合唱部!（2015年7月17日 - 9月25日、TBS） - 香川真琴 役[61]
- いつかこの恋を思い出してきっと泣いてしまう 第9回 - 最終回（2016年3月14日 - 21日、フジテレビ） - 明日香 役[62]
- モンタージュ 三億円事件奇譚（2016年6月25日 - 26日、フジテレビ） - ヒロイン・小田切未来 役[63]
- 小さな巨人（2017年4月16日 - 6月18日、TBS） - 三島祐里 役[64]
- 海月姫（2018年1月15日 - 3月19日、フジテレビ系） - 倉下月海 役[11]
- イノセント・デイズ（2018年3月18日 - 4月22日、WOWOW） - 佐渡山瞳 役[65]
- 高嶺の花（2018年7月11日 - 9月12日、日本テレビ） - 月島なな 役[66]
- チャンネルはそのまま!（2019年3月18日 - 22日、全5話、北海道テレビ[注 6]） - 雪丸花子 役[67]
- TWO WEEKS（2019年7月16日 - 9月17日、関西テレビ・フジテレビ） - ヒロイン・月島楓 役[68]
- コタキ兄弟と四苦八苦（2020年1月11日 - 3月28日 、テレビ東京） - ヒロイン・さっちゃん 役[69]
- 連続ドラマW「大江戸グレートジャーニー 〜ザ・お伊勢参り〜」（2020年6月6日 - 7月11日、WOWOW） - 沙夜 役[70]
- ドキュメンタリードラマ「Akiko's Piano 被爆したピアノが奏でる和音」（2020年8月15日、NHK BSプレミアム・BS4K） - 河本明子 役[71]
- あのコの夢を見たんです。 第2話（2020年10月10日、テレビ東京） - ヒロイン・本人 役
- 君と世界が終わる日に（2021年1月31日 - 2月7日、日本テレビ） - 中越美亜 役[72]
- バイプレイヤーズ 名脇役の森の100日間（2021年2月27日、テレビ東京） - 本人 役[73][74]
- コントが始まる - （2021年4月24日 - 6月19日、日本テレビ） - 岸倉奈津美 役[75]
- 半径5メートル（2021年4月30日 - 6月25日、NHK総合） - 前田風未香 役
- 真犯人フラグ（2021年10月10日 - 2022年3月13日、日本テレビ） - 二宮瑞穂 役[76]
- 怖い絵本 season4「雪ふる夜の奇妙な話」（2022年1月7日、NHK Eテレ）[77]
- 俺の可愛いはもうすぐ消費期限!?（2022年4月16日 - 6月11日、テレビ朝日） - ヒロイン・真田和泉 役[78][79]
- オールドルーキー（2022年6月26日 - 9月4日、TBS） - ヒロイン・深沢塔子 役[80][81]
- それってパクリじゃないですか?（2023年4月12日 - 6月14日、日本テレビ） - 藤崎亜季 役[82][83]
- 24時間テレビ ドラマスペシャル『虹色のチョーク 知的障がい者と歩んだ町工場のキセキ』（2023年8月26日、日本テレビ） - 佐倉結 役[84]
- 日本テレビ開局70年スペシャルドラマ「テレビ報道記者〜ニュースをつないだ女たち〜」（2024年3月5日、日本テレビ） - 和泉令 役（江口のりことW主演）[85]
- Re:リベンジ-欲望の果てに-（2024年4月11日 - 6月20日、フジテレビ） - ヒロイン・朝比奈陽月 役[86]
- 月刊 松坂桃李「ダンディ・ボーイ。」（2024年11月17日、WOWOW） - ちはる 役[87]
- まどか26歳、研修医やってます!（2025年1月14日 - 3月18日、TBS） - 若月まどか 役[88]
- 波うららかに、めおと日和（2025年4月24日 - 6月26日、フジテレビ） - 江端なつ美 役[89]

### 配信ドラマ
- 僕の可愛いはまだまだ発展途上!?（2022年5月15日 - 、TELASA） - 真田和泉 役[90]
- 晴れたらいいね（2025年1月10日、Amazon Prime Video） - 藤原美津 役[91][注 7]

### 舞台
- 幕が上がる（2015年5月1日 - 5月24日、Zeppブルーシアター六本木） - 袴田葵（演劇部の1年生） 役
- 母と惑星について、および自転する女たちの記録（2019年3月5日 - 4月25日、紀伊國屋ホール 他[注 8]） - 三女 役
- 先生の背中〜ある映画監督の幻影的回想録〜（2025年6月8日 - 7月20日、PARCO劇場 他）[94]

### ナレーション
- ザ・ノンフィクション（フジテレビ）
  - 「シングルマザーの大家族～パパが遺してくれたもの～」（2020年6月28日）[95]
  - 「悪ガキと ひとつ屋根の下で ～夢の力を信じた10年の物語～」（2020年12月13日）[96]
  - 「夜の街に別れを告げて～人生を変えたい彼女たちは…～」（2021年8月29日）[97]
  - 「スマホとホームレス ～無料Wi-Fiに集う若者たち～」（2021年12月12日）[98]
  - 「たどりついた家族〜海の向こうの戦火と涙〜」（2022年5月1日）[99]
  - 「たどりついた家族2 前編～戦火の故郷と母の涙～」（2023年2月26日）[100]
  - 「たどりついた家族2 後編～帰りたい 戦火の故郷へ〜」（2023年3月5日）[101]
  - 「たどりついた家族3 ～母の願い 3度目の春〜」（2024年5月5日）[102]
  - 「たどりついた家族4 ～戦火の故郷へ 母と子の決断～」（2025年7月20日）[103]
  - 「たどりついた家族4 ～戦火の故郷へ 母と子の決断～」（2025年7月27日）[104]
- モネ 連作の情景（2023年10月20日 - 2024年1月28日〈予定〉、上野の森美術館）[105]

### テレビ番組その他
- モヤモヤさまぁ～ず2 第533回 経堂周辺（2019年6月23日、テレビ東京） - 代打アシスタント
- 笑って年越したい!!笑う大晦日　『なりきり学園ドラマ』（2021年12月31日 - 2022年1月1日、日本テレビ）[106]
- アナザースカイ　北海道ニセコ（2023年4月7日、日本テレビ）

### テレビアニメ
- ちびまる子ちゃん（2023年3月4日、フジテレビ） - 芳本春香 役[107]

### 劇場アニメ
- ぼくらの七日間戦争（2019年12月13日公開、ギャガ・KADOKAWA） - 主演・千代野綾 役（北村匠海とのW主演）[108]
- 映画ドラえもん のび太の地球交響楽（2024年3月1日公開予定、東宝） - ミーナ 役[109]

### 吹き替え
- ボス・ベイビー（2018年3月21日、東宝東和） - ティム 役[110]
- ボス・ベイビー ファミリー・ミッション（2021年12月17日、東宝東和 / ギャガ） - タビサ 役[111]

### CM・広告
- UNIVERSAL MUSIC GReeeeN 「いいね!(´・ω・｀)☆」（2013年6月 - ） [112]
- セガサミーホールディングス セガサミーグループ（2014年4月 - 2017年4月）[2][113]
- JR東日本クロスステーション（旧：JR東日本リテールネット）「NewDays」「NewDays KIOSK」（2015年11月 - 2022年3月31日）[114][115][116][117][118][119][120][121][122]
- 代々木ゼミナール（2016年2月 - 2017年1月）[123]
- 環境省「小型家電リサイクル普及啓発キャンペーン」（2016年2月 - 2018年1月）[124][125]
- アサヒ飲料「三ツ矢サイダー」（2016年3月 - 2017年1月）[126][127][128][129]
- ベネッセホールディングス「DODAキャンパス」（2017年7月 - ） - イメージモデル[130][131][132]
- 弥生会計「弥生シリーズ」（2017年10月 - ）[2][133]
- TOYOTA「TOYOTA T-Connect」（2018年1月 - ）[2][134]
- 三井住友海上火災保険（2018年8月 - ）
  - 「時空保険探査部 新メンバー登場篇」（2018年8月4日 - ）[135]
  - 「時空保険探査部 火星旅行篇」（2018年8月18日 - ）[136]
  - 「時空保険探査部 すまいの保険篇」（2019年3月26日 - ）[137]
- ニベア花王「ニベア デオドラント アプローチ」（2019年3月 - ）[138]
- 北海道電力 ゼンリョク宣言
  - 「ほくでん キャラ変えた？」篇/「ほくでん　あついなー」篇/「エネとくシーズンプラス」篇（2019年6月27日 - ） - 音尾琢真と共演[注 9]
  - 「ほっかいどう大好き」篇/「エネとくポイントプラン マジで貯まる」篇（2019年11月4日 - ）
- 田辺三菱製薬「タナベ胃腸薬ウルソ」（2020年11月 - ）
  - 「胃じゃない」篇[140]
  - 「売ってません」篇[141]
  - 「書き置き」篇[142]
- JUN「ROPE' PICNIC（ロペピクニック）」（2021年10月 - ） - イメージキャラクター[143][144][145]
  - 2022SS「だれ と どこ いく？」篇 - ウェブ・TVCM（2022年4月22日 - ）
「撮りあいっこ」篇 - ウェブムービー・玉井詩織と共演[146]
- カゴメ「畑うまれのやさしいミルク」「まろやかソイ篇」/「土とともに生きる篇」（2022年3月29日 - ） - Nomura Taikiと共演[147]
- 三井不動産商業マネジメント「三井アウトレットパーク」「GW SALE」篇/「ハレバレ リフレッシュ」篇/「おトクのちハレ」篇/「まんぷくのちハレ」篇/「おさんぽのちハレ」篇 / 「夏のリフレッシュ」篇 / 「みつけるん♪秋冬」篇（2022年4月14日 - ） - 佐久間由衣と共演[148][149][150]
- 田辺三菱製薬「タリオンAR」（2023年2月上旬 - ）[151]
- アサヒビール「アサヒ生ビール〈マルエフ〉」（2023年2月13日- ） - 松下洸平と共演[152][153]
- 岩塚製菓「田舎のおかき」
  - 「帰りたくなる田舎がある」篇（2024年11月1日 - ）[154]
- サンヨー食品「サッポロ一番塩らーめん」
  - 「サッポロ一番ずっと好きだったんだぜ。芳根京子さん 塩らーめん」篇（2025年4月3日 - ）[155]

### PV
- GReeeeN 「イカロス」（2013年4月17日）[156][2][157]
- Little Glee Monster「ヒカルカケラ」（2017年11月8日）[2][158]
- Hey! Say! JUMP「恋をするんだ」（2022年5月3日）[159][160]

### ラジオ
- 「芳根京子のみみにリコピン♪」（2016年3月29日 - 2018年3月27日、文化放送）[2] - レギュラーパーソナリティ

## 書籍

### カバーモデル
- あの夏のつづき〜初恋行進曲〜（ひな・著、2014年2月25日、小学館エンジェル文庫、ISBN 978-4-094-55004-7）

### 新聞
- 「芳根京子の“芳根”と書いて“よしね”と読みます。」（読売新聞夕刊コラム、2016年1月22日 - 全6回）[2]

### 写真集
- 1st写真集「ネコソガレ」（2017年6月14日発売、太田出版、ISBN 978-4-7783-1579-5）[161]
- 2nd写真集「京」（2023年6月17日発売、ワニブックス、ISBN 978-4-8470-8492-8）[162][163]

## 受賞歴
2015年度
- 第1回コンフィデンスアワード・ドラマ賞 新人賞（『表参道高校合唱部!』）[164][165]
- 第86回ザテレビジョンドラマアカデミー賞 主演女優賞（『表参道高校合唱部!』）[166][167]

2016年度
- BLOG of the year 2016・優秀賞（オフィシャル部門）[30]

2018年度
- 第13回コンフィデンスアワード・ドラマ賞 助演女優賞（『高嶺の花』）[168]
- 第42回日本アカデミー賞 新人俳優賞（『累-かさね-』『散り椿』）[169]

2025年度
- 第36回日本ジュエリーベストドレッサー賞 20代部門[170]